# Bathygobius aeolosoma
Bathygobius aeolosoma е вид бодлоперка от семейство Попчеви (Gobiidae). Видът не е застрашен от изчезване.

## Разпространение
Разпространен е в Австралия (Лорд Хау) и Остров Норфолк.